# Freedom Riders
Freedom Riders var en gruppe aktivister, som i 1960'erne arrangerede ikke-voldelige demonstrationer mod raceadskillelsen i USA. Demonstranterne kørte i busser fra for eksempel Washington DC til New Orleans.

## ”Freedom Riders” (Frihedsrejsende)
I marts 1961 bestemte de tre bevægelser CORE, SCLC og SNCC at finde en ny ikke-voldelig måde at få opmærksomhed om de sortes problemer.
De ville også presse præsident Kennedy og regeringen, der ikke gjorde meget ud af sine løfter om bedre vilkår for de sorte.
Aktivisterne iværksatte aktionen ”Freedom Riders” (Frihedsrejsende) 4. maj 1961, hvor frivillige stod på en helt almindelig bus; Hver gang bussen standsede, skulle de tjekke, om faciliteterne ved stoppestedet stadig var raceadskilte – og hvis de var, skulle de bruge ”de forkerte”.
For selv om der var en lov om, at denne raceadskillelse var ulovlig, levede den i bedste velgående.
Der afgik to busser fra Washington D.C., som skulle køre gennem staterne Virginia, North og South Carolina og Alabama. I de første tre stater gik turen med få voldsepisoder, men da busserne nåede Alabama gik det helt galt. Da en af busserne kørte ind i byen Anniston, ventede vrede hvide. De fleste var medlem af Ku Klux Klan. Den store skare smadrede bussen med jernstænger og satte ild til den med brandbomber. Da aktivisterne flygtede ud af den brændende bus, blev de gennemtævet af de ventende hvide. Alt blev transmitteret på TV.
Det gik ikke bedre for den anden bus. Da den kom til byen Birmingham, ventede der også en flok vrede hvide. De havde fået et kvarter af politiet til at tæve aktivisterne.
Myndighederne gjorde alt for at standse disse frihedsrejser. De satte bl.a. nogen af aktivisterne af på en øde landevej 150 km fra byen. Det lykkedes dog alligevel at få sendt en bus helt til Montgomery, hvor der ventede mange vrede hvide med baseballkøller.
Alt det fik Martin Luther King til at holde et krisemøde i baptistkirken, hvor 1200 mødte op. Kirken blev angrebet med tåregasgranater og andet kasteskyts.
Martin Luther King ringede fra kirken til præsident Kennedy og bad ham gøre noget. Kennedy satte soldater ind, som til sidst fik dæmpet masserne.
Freedom Riders førte til, at præsident Kennedy satte en stopper for raceadskillelse på stationer, i busser og i toge.

## Fejringen af 50-års dagen
Oprah Winfrey inviterede nulevende Freedom Riders med i sit talkshow den 4. maj 2011 for at fejre 50-års dagen. Det blev et bevægende møde mellem sorte, hvide og tidligere Ku Klux Klan medlemmer. Borgerrettighedsbevægelsen viste at USA internt var splittet.